# 1762 a tudományban
Az 1762. év a tudományban és a technikában.

## Díjak
- Copley-érem: nem került kiosztásra

## Születések
- április 10. - Giovanni Aldini fizikus († 1834)
- november 20. - Pierre André Latreille zoológus († 1833)

## Halálozások
- február 20. - Tobias Mayer csillagász (* 1723)
- március 21. - Nicolas Louis de Lacaille csillagász (* 1713)
- június 13. - Dorothea Erxleben, az első német orvosnő (* 1712)
- július 13. - James Bradley csillagász (* 1693)
- Jan Frederik Gronovius botanikus (* 1690)